# Гамбургский футбольный союз
Гамбургский футбольный союз (нем. Hamburger Fußball-Verband) — региональная общественная организация, отвечающая за развитие футбола на территории немецкого вольного города Гамбург и основанная в феврале 1947 года.

## Правовой статус и руководство
Гамбургский футбольный союз занимается организацией футбольной деятельности в регионе. В организацию входят 389 футбольных клубов в Гамбурге и его окрестностях. Федерация также входит в Северогерманский футбольный союз, одну из пяти футбольных федераций Германии, куда также входят федерации футбола Бремена, Нижней Саксонии и Шлезвиг-Гольштейна.
Штаб-квартира HFV расположена в городе Гамбург. Ассоциация является частью Немецкого футбольного союза (DFB). Действующий президент HFV — Кристиан Окун. На данный момент в состав организации входит 3107 команд, суммарно насчитывающих в своих рядах 197 989 членов.